# Topilnîțea, Starîi Sambir
Topilnîțea (în ucraineană Топільниця) este localitatea de reședință a comunei Topilnîțea din raionul Starîi Sambir, regiunea Liov, Ucraina.

## Demografie
Componența lingvistică a localității Topilnîțea
     Ucraineană (99,88%)
     Alte limbi (0,12%)
Conform recensământului din 2001, majoritatea populației localității Topilnîțea era vorbitoare de ucraineană (99,88%), existând în minoritate și vorbitori de alte limbi.